# 959 до н. е.

## Події
- Закінчення будівництва Храму Яхве в Єрусалимі. Початок спорудження царського палацу.

## Померли
- Сіамон (11 ст. до н. е. — 959 до н. е.) — давньоєгипетський фараон з XXI династії.